# جلجل (نبات)
الجُلجُل[أصل الكلمة: فارسي]، أو أو الخطمي القنبي أو التيل أو القناف نوع نباتي يتبع جنس الخطمي من الفصيلة الخبازية. يرجع أصل الجلجل إلى آسيا، على الرغم من أن أصله الطبيعي غير معروف بالضبط. وينطبق الاسم أيضًا على الألياف التي يتم الحصول عليها من هذا النبات. كما يعتبر الجلجل واحدًا من ألياف الجوت المتحدة وله نفس الخصائص، ويستخدم في صنع الملابس.

## الأسماء الشائعة
- أوروبا:
  - الإنجليزية: kenaf (من أصل فارسي)، Deccan hemp، Java jute...
  - الفرنسية: chanvre de Bombay، chanvre du Deccan، chanvre de Guinée، chanvre de Gambo، chanvre de roselle، jute de Java، jute de Siam، kénaf، ketmie à feuilles de chanvre (Belgium)، roselle
  - الألمانية: Ambari، Dekkanhanf، Gambohanf، Hanfeibisch، Javajute، Kenaf، Rosellahanf، Roselle، Siamjute
  - البرتغالية: cânhamo rosella، juta-de-java، juta-do-sião، quenafe
  - الإسبانية: cáñamo de la India، cáñamo de gambo، cáñamo Rosella، pavona encendida، yute de Java، yute de Siam
- الأمريكتان:
  - البرتغالية البرازيلية: papoula-de-são-francisco، cânhamo-brasileiro، quenafe
- إفريقيا:
  - الإفريقانية : stokroos
  - مصر وشمال إفريقيا: تيل
  - غرب إفريقيا: dah، gambo
- آسيا
  - هيماجل برديش (بانغولو) تعرف الألياف باسم السونة التي تستخدم في صنع الحبال المستخدمة في الأسرة وربط الماشية وجميع الاستخدامات الأخرى الممكنة.
  - لغة لاو: ປໍແກ້ວ
  - الهند (لغة مانيبور): Shougri
  - الهند (لغة بنغال): mesta
  - الهند (لغة مارهاتا): Ambaadi [5]
  - الهند (لغة مدراس): pulicha keerai'palungi
  - الهند (لغة تيلوغو): Gongura [5] Punti Kura
  - إيران (لغة فارسية): Hanf guttural H
  - تايوان: ambari

تشمل الأسماء الأخرى Bimli، Ambary، Ambari Hemp، Deccan Hemp، وBimlipatum Jute.
وفقًا لمياكي وسوزوتا (1937)، هناك أكثر من 129 اسمًا لنبات الجلجل في جميع أنحاء العالم.

## الخصائص

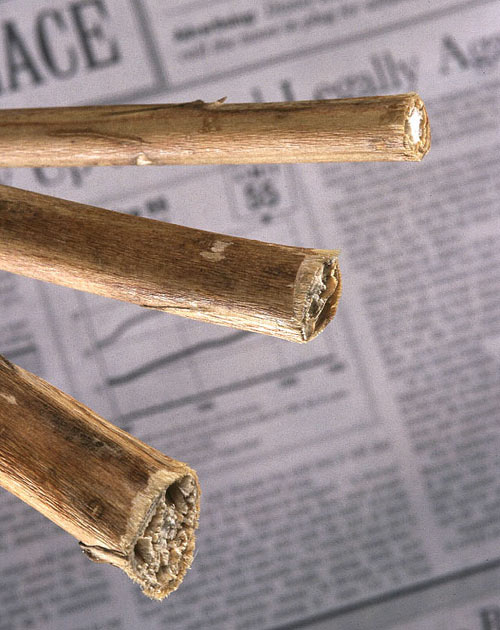
سيقان جلجل جافة

الجلجل نبات حولي أو ثنائي الحول عشبي (نادرًا ما يكون معمرًالفترة قصيرة)، وينمو حتى طول 1.5-3.5 م مع وجود جذر خشبي. ويبلغ قطر سيقانه 1-2 سم، وليس له فروع عادة. وأوراقه يبلغ طولها 10-15 سم ومختلفة الشكل، فعند أسفل الساق تكون مفصصة بعمق بـ 3-7 فصوص، بينما بالقرب من قمة الساق تكون سنانية الشكل مفصصة قليلاً أو غير مفصصة. وتكون أزهاره بقطر 8-15 سم، بيضاء أو صفراء أو أرجوانية؛ وعندما تكون بيضاء أو صفراء، يكون المركز أرجوانيًا داكنًا. أما ثماره فتكون كبسولة بقطر 2 سم، وتحتوي على عدد كبير من البذور.

### الألياف
توجد الألياف في نبات الجلجل في القشر (اللحاء) واللب (الخشب). ويشكل اللحاء 40% من النبات. وتكون هذه الألياف نحيلة وطويلة (2-6 مم). أما الجدار الخلوي فيكون سميكًا (6.3 µm). ويشكل اللُب حوالي 60% من النبات وله ألياف سميكة (ø 38 µm) ولكن قصيرة (0.5 مم) ورقيقة الجدار (3 µm). وحيث إن لُب الورق يتم الحصول عليه من الساق كاملة، فإن توزيع الليف يكون ذا منوالين. وتكون جودة اللب مشابهة للخشب الصلب.